# Diloboderus abderus

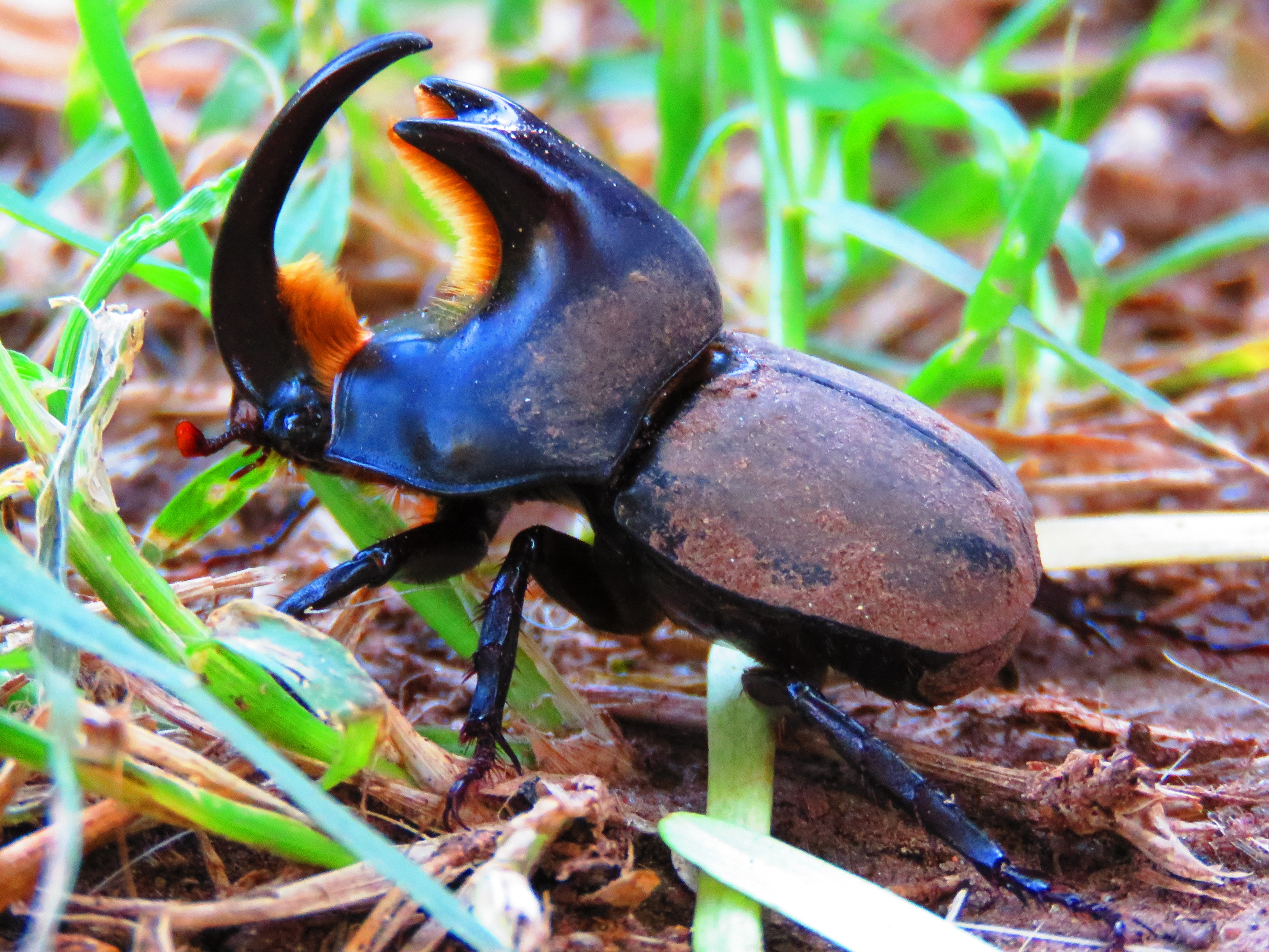
Diloboderus abderus macho

El cascarudo, cascudo, bicho candado o bicho torito (Diloboderus abderus) es una especie de coleóptero escarabeido, uno de los escarabajos rinoceronte. Se le llama isoca o gusano blanco a su larva. Habita principalmente en Argentina y Uruguay, además en Perú, Brasil, Paraguay y Bolivia, tanto en las praderas como en los jardines y espacios verdes de las ciudades.

## Características
La especie presenta dimorfismo sexual. Los machos tienen un tono negro mezclado con gris oscuro y poseen un cuerno cefálico, grueso en su base que se va afinando hacia el extremo; las hembras, de color más negro y liso, no tienen cuerno y poseen la habilidad de volar. En estado larvario, se lo conoce como gusano blanco o isoca, y se alimenta principalmente de raíces y residuos orgánicos.

## Modo de vida
Cada hembra pone 30 huevos aproximadamente, a una profundidad de entre tres y siete centímetros bajo tierra. A menudo repite las posturas llegando a veces a los 80 huevos. La larva o isoca se moviliza dentro del suelo consumiendo materia orgánica (restos vegetales), de modo similar a una lombriz de tierra.Los adultos salen a la superficie entre enero y febrero, y pueden llegar a encontrarse hasta fines de marzo. Miden 2 cm de largo aproximadamente. A diferencia de las larvas, los adultos no se alimentan.En total tienen unos 50 días de vida aérea. 

## Isocas como plagas de cultivos
Esta especie es considerada nociva para la agricultura, ya que la larva produce daño en los cultivos de invierno de trigo, maíz, sorgo y girasol. Con bajas temperaturas habitan en mayores profundidades. Del mismo modo, prefieren suelos poco húmedos ya que en esos casos se reduce el crecimiento de organismos patógeno que los afectan. En cantidades moderadas son considerados de gran utilidad en siembra directa por reciclar nutrientes y facilitar la aireación e infiltración de agua. En densidades mayores, como por ejemplo, 5 isocas por metro cuadrado, se aconseja implementar medidas de control. Esta no es la única especie presente en cultivos, llegando a encontrarse hasta seis tipos de isocas diferentes. No obstante, la que más afecta a los cultivos es la larva de Diloboderus abderus, que se distingue de las otras por tener una cabeza más ancha y rojiza (blanquecina en las otras especies). Otro aspecto distintivo son las setas del raster, visibles a simple vista o con ayuda de una lupa.